# Костарев, Александр Владимирович
Александр Владимирович Костарев (род. 1 июля 1954 года, Новосибирск, РСФСР, СССР) — российский музыкант. Музыкальную карьеру начал в 1970-х годах, но не получил значительного признания до 2000-х годов, когда стал одним из ведущих представителей российской прогрессивной рок-сцены.

## Стиль
Профессиональный гитарист, Костарев в первую очередь создает инструментальную музыку. Его творчество как правило относят к прогрессивному року, но на самом деле оно сочетает в себе смешение стилей и жанров, в том числе арт-рок, психоделический рок, фьюжн, фри-джаз, экспериментальный рок и многое другое.

## Биография
Александр Костарев родился 1 июля 1954 года в Новосибирске.
Через три месяца после его рождения семья переехала в Свердловск.
Первая группа, в которой он играл, называлась «Перекрёсток». Коллектив, созданный в 1976 году несколькими студентами Уральского университета, исполнял фьюжн.
В 1983 году Костарев переехал в Москву, выступал с «Перекрёстком».
Вместе с другими музыкантами создал группу под названием Квадрофонический Театр Звука Александра Костарева, который вскоре был переименован в «КосМоБоб» (Александр КОСтарев-Екатерина МОрозова-Роман БОБровский) (декабрь 1997 — январь 1998).
В это же время Костарев сотрудничает со многими российскими джазовыми и рок-музыкантами, в частности, с Сергеем Летовым, реализуя совместные проекты.
В 1987—1997 годах работает над сольным проектом «Мёртвая музыка» (гитара+компьютер).
В 2000-х годах приобрёл популярность как один из самых значимых российских прог-рок-деятелей.
С 2002 года «КосМоБоб» — квинтет с акустическими и электрическими инструментами (иногда количество инструментов увеличивалось).
В 2003 году у группы «КосМоБоб» появилось сопутствующее название: Kostarev Group.
В 2003 году первый альбом группы был издан на лейбле Starless Records. Альбом под названием Live@InProg 2003 был записан во время выступления группы на московском фестивале InProg в 2003 году.
В 2003—2005 годах Kostarev Group постоянно выступала на фестивале InProg, ведущем прог-фестивале в России 2000-х годов и одном из крупных прог-фестивалей мира.
В 2006 году Александр Костарев получил специальное приглашение возглавить джем-сейшн, завершивший первый день фестиваля InProg 2006. В том же году композиция коллектива Kostarev Group «Who’s flying over me?» вошла в сборник «Theme of Appreciation — A Worldwide Tribute to Eddie Jobson».
В 2006 году Александр Костарев выпустил сборник под названием Kostarev. Works 1978—2006, в состав которого вошли отдельные записи музыканта и различных групп, с которыми он играл в период с 1978 по 2006 годы.

## Дискография
- Alexander Kostarev Group. Live@InProg 2003 (Live album) (2003).
- Kostarev. Works 1978—2006 (compilation) (2006).
- Kostarev Group. KosMoBob: Vegetarian (2012 — CD, 2013 — LP).

В 1987 году гитарный мастер Евгений Берёза специально для Александра Костарева сделал электрогитару зелёного цвета, с 29 ладами и грифом длиной 770 мм, настраиваемую в C#. Костарев называет её «зеленым крокодилом». При помещении каподастра на третий лад она превращается в обычную гитару строя E.